# شیرین ابوعاقله
شیرین ابوعاقله (۳ آوریل ۱۹۷۱ – ۱۱ مهٔ ۲۰۲۲) خبرنگار فلسطینی-آمریکایی بود که به مدت ۲۵ سال در شبکه عربی زبان الجزیره فعالیت می‌کرد. او یکی از خبرنگاران فعال در خاورمیانه بود که که اخبار مرتبط با فلسطین را پوشش می‌داد. در ۱۱ مهٔ ۲۰۲۲ درحالی که مشغول پوشش اخبار حمله نیروهای ارتش اسرائیل به شهر جنین در کرانه باختری بود مورد هدف نیروهای اسرائیلی قرار گرفت و به دلیل اصابت گلوله به سر جان باخت. سفیر آمریکا دراسرائیل با توجه به این که شیرین ابوعاقله دارای تابعیت آمریکا بود، خواهان انجام تحقیقات در رابطه با نحوه مرگ وی شد.
با وجود گزارش‌های اولیه از سوی همکاران ابو عاقله که سربازان اسرائیلی را متهم می‌کردند، اسرائیل مسئولیت در مرگ او را انکار وستیزه‌جویان فلسطینی را مسبب آن خواند. اسرائیل بعدها مدعی شد او ممکن است از سوی هر یک از طرفین کشته شده باشد و در ۵ سپتامبر اعتراف کرد او احتمالاً «به صورت تصادفی» مورد اصابت نیروهایش قرار گرفته ولی از تحقیق جنایی خودداری کرد.

## زندگی‌نامه
شیرین ابوعاقله در اورشلیم در یک خانواده عرب مسیحی فسلطینی اهل بیت‌لحم زاده شد. وی از طریق خانواده مادری خود که ساکن نیوجرسی بودند تابعیت آمریکا داشت. ابوعاقله دوران دبیرستان خود را در در محله بیت حنینا گذراند و برای تحصیلات تکمیلی خود وارد رشته معماری در دانشگاه علم و صنعت اردن شد. اما تصمیم گرفت از رشته خود انصراف داده و به دانشگاه یرموک در اردن منتقل شود و در رشته روزنامه‌نگاری تحصیل کند. ابوعاقله پس از پایان تحصیل خود به فلسطین بازگشت و مشغول خبرنگاری شد.

## مرگ
شیرین ابوعاقله در ۲۱ اردیبهشت ۱۴۰۱ درحالی که مشغول تهیه گزارش در مورد حمله ارتش اسرائیل به شهر جنین در کرانه باختری بود بر اثر اصابت گلوله به سر جان باخت. شبکه خبری الجزیره و وزارت بهداشت فلسطین قتل او توسط ارتش اسرائیل را تأیید کردند، یک عکاس خبرگزاری فرانسه (AFP) حاضر در صحنه نیز قتل او توسط نیروهای اسرائیلی را تأیید کرد. مقامات اسرائیلی مرگ او را غیرعمد و در نتیجه تبادل آتش میان نیروهای اسرائیلی و فلسطینی اعلام کردند. این درحالی است که علی الصمودی خبرنگار حاضر در صحنه گفته هیچ نیروی فلسطینی در صحنه حاضر نبوده و نیروهای اسرائیلی بدون هیچ هشدار قبلی آن‌ها را مورد هدف قرار داده‌اند.
الجزیره ضمن تسلیت کشته شدن شیرین ابوعاقله خبرنگار خود به ضرب گلوله نظامیان اسرائیل، تأکید کرد که او وقتی هدف گلوله قرار گرفت، جلیقه خبرنگاری به تن داشت. سفیر آمریکا در اسرائیل با توجه به این که شیرین دارای تابعیت آمریکا بود، خواهان انجام تحقیقات در رابطه با نحوه مرگ وی شد. شورای امنیت سازمان ملل متحد نیز کشته شدن ابوعاقله را محکوم کرد و خواهان تحقیق فوری، شفاف و بی‌طرفانه در این باره شد.

### تحقیقات
ایالات متحده خواهان یک تحقیق شفاف شد، اتحادیه اروپا خواهان یک بررسی مستقل تحت حمایت میچل باچله کمیسر عالی حقوق بشر سازمان ملل شد. گروه‌های مستقل متعددی تحقیقات خود را آغاز کرده‌اند. بلینگکت تحلیلی بر روی ویدئو و صوت رسانه‌های اجتماعی از منابع فلسطینی و نظامی اسرائیلی انجام داد که نتیجه گرفت با این که مردان مسلح و سربازان اسرائیلی هر دو حضور داشتند، شواهد پشتیبان روایت شاهدان است که به احتمال زیاد مسئولیت متوجه آتش اسرائیلی‌ها است. گروه حقوق بشری اسرائیلی بتسلم نیز در حال انجام یک تحقیق است که نقش کلیدی در عقب‌نشینی ارتش از ادعای اولیه خود مبنی بر مسئولیت مردان مسلح فلسطینی برای این مرگ داشته‌است.
آسوشیتد پرس نیز بازسازی ای از وقایع انجام داده که می‌گوید پشتیبان اظهارات مقامات فلسطینی و همکاران ابوعاقله است که گلوله‌ای که به او اصابت کرد از یک سلاح اسرائیلی آمده بود و این که پیدا کردن هر پاسخ قطعی احتمالاً به خاطر بی‌اعتمادی شدید بین طرفین که هر یک تنها مالک شواهد احتمالاً مهم است دشوار خواهد بود. یک تحقیق سی‌ان‌ان که ۱۱ ویدئو را بازبینی کرد و با شاهدان حاضر و یک متخصص مهمات مصاحبه کرد گفت شواهد جدید موید این هستند که ابوعاقله در یک حمله هدفمند از سوی نیروهای اسرائیلی کشته شد.

## تشییع جنازه

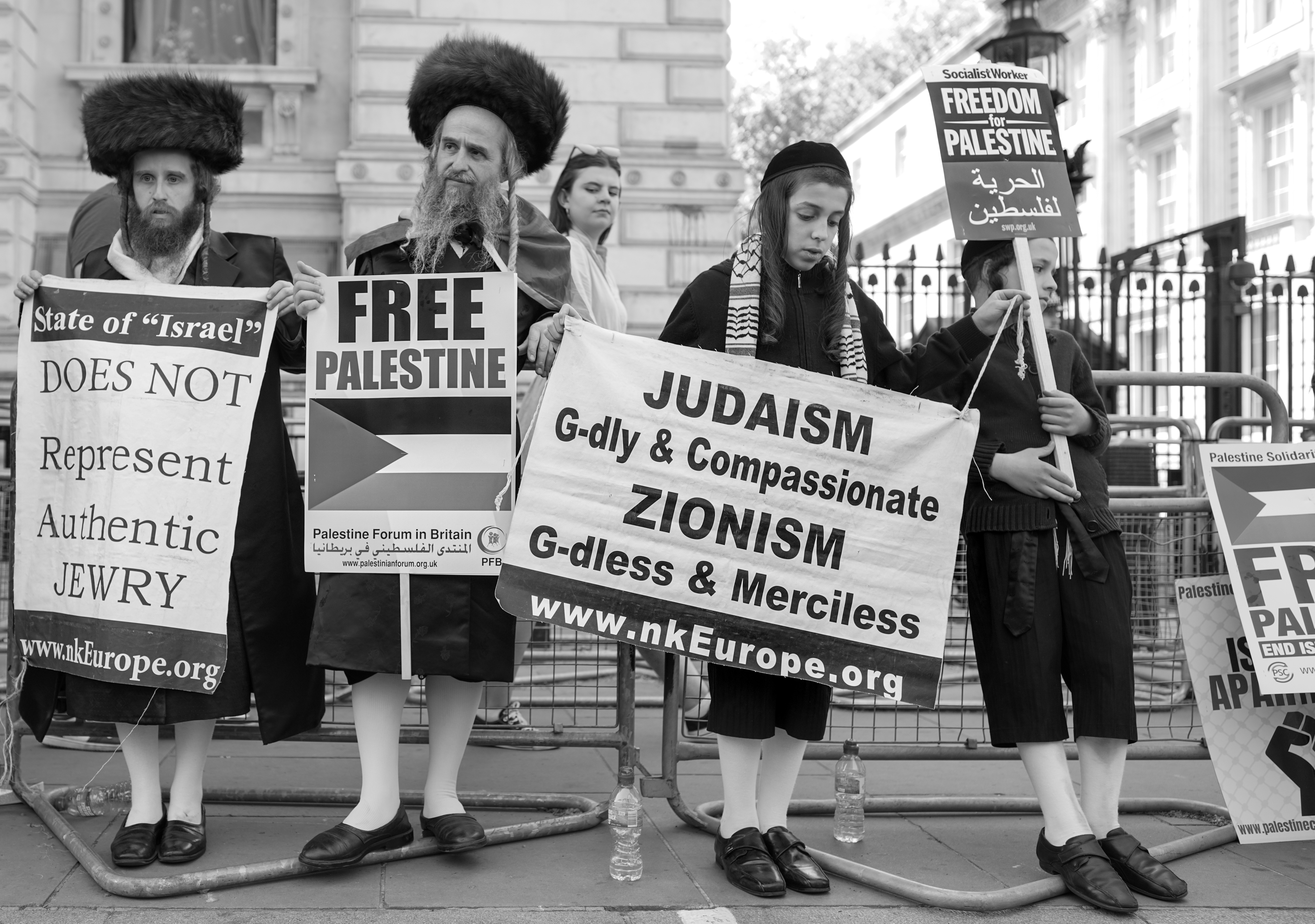
نگاره‌ای سیاه و سفید از تظاهرات گروهی از یهودیان ارتدوکس ضد اسرائیل به تاریخ ۱۴ مه ۲۰۲۲ در مقابل دروازه‌های خیابان داونینگ در اعتراض به قتل شیرین ابوعاقله که حین پوشش یکی از حملات نیروهای دفاعی اسرائیل به شهر جنین در کرانه باختری، به قتل رسید.

پیکر شیرین ابوعاقله در ۱۳ مه ۲۰۲۲ (۲۳ اردیبهشت ۱۴۰۱) در شرق اورشلیم از بیمارستان سن جوزف به سمت باب الخلیل با حضور هزاران نفر که عده‌ای از آن‌ها پرچم فلسطین را در دست داشتند برگزار شد.
پلیس اسرائیل با حمله به این مراسم و سرکوب عزاداران با استفاده از باتون و نارنجک‌های صوتی، موجب برهم خوردن مراسم و مجروح شدن ده‌ها تن از شرکت کنندگان در این مراسم شد. از سوی دیگر پلیس اسرائیل می‌گوید زمانی دست به حمله زد که عزاداران به سوی آنها سنگ انداخته بودند. هلال احمر فلسطین اعلام کرد در این حمله ده‌ها نفر زخمی شدند

## یادبود شیرین ابوعاقله در ایران
یادبود شیرین ابوعاقله خبرنگار الجزیره روبروی سفارت فلسطین در تهران برگزار شد.
یک خیابان  در خیابان نلسون ماندلا تهران ، در دی ماه ۱۴۰۳ بنام شیرین ابوعاقله نامگذاری شد.